# Radiazioni a onde lunghe in uscita

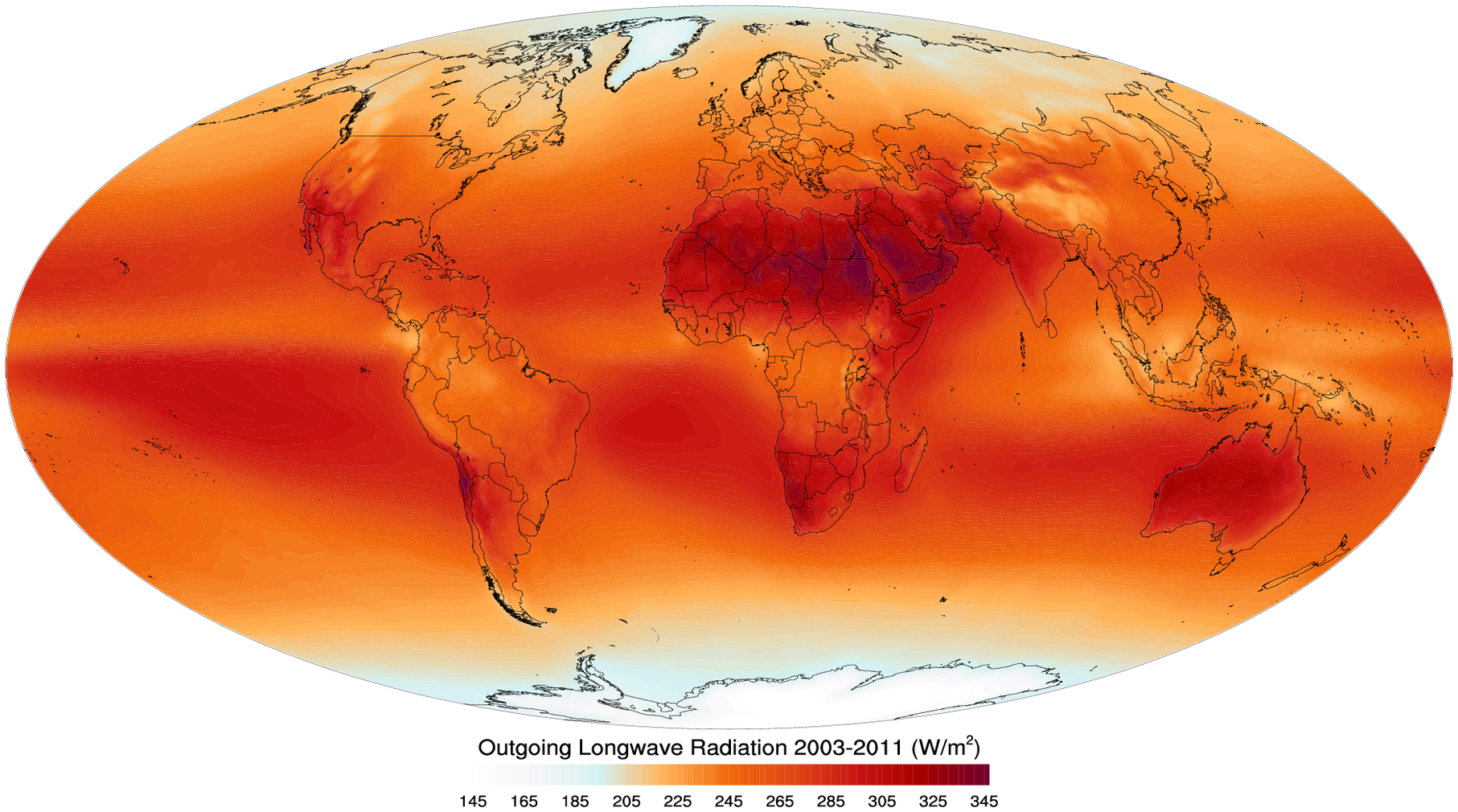
2003-2010 Media annuale OLR (Radiazioni a onde lunghe in uscita)

La radiazione a onde lunghe in uscita (OLR) è una radiazione elettromagnetica di lunghezze d'onda comprese tra 3 e 100 μm emessi dalla Terra e dalla sua atmosfera nello spazio sotto forma di radiazione termica . Il flusso di energia trasportato dalla radiazione a onda lunga uscente è misurato in W/m2 o W⋅m−2. La radiazione infrarossa della Terra è 239 W⋅m−2, uno dei due valori di energia in uscita del bilancio energetico della Terra, l'altro è l'energia riflessa di 102 W⋅m−2, ed è la temperatura del corpo nero calcolata di 255 K della Terra. Nel sistema climatico terrestre, la radiazione a onde lunghe comporta processi di assorbimento, diffusione ed emissione da gas atmosferici, aerosol, nubi e superficie.
Oltre il 99% della radiazione a onde lunghe in uscita ha lunghezze d'onda comprese tra 4 micron e 100 μm, nella parte dell'infrarosso termico dello spettro elettromagnetico. I contributi con lunghezze d'onda maggiori di 40 μm sono piccoli, quindi spesso solo lunghezze d'onda fino a 50 μm sono considerati . Nella gamma di lunghezze d'onda tra 4 micron e 10 μm lo spettro della radiazione a onde lunghe in uscita si sovrappone a quello della radiazione solare e per varie applicazioni si possono scegliere diverse lunghezze d'onda di taglio tra le due.
Il raffreddamento radiativo dovuto alla radiazione a onde lunghe in uscita è il modo principale in cui il Sistema Terra perde energia. L'equilibrio tra questa perdita e l'energia guadagnata dal riscaldamento radiativo dalla radiazione solare a onde corte in ingresso determina il riscaldamento globale o il raffreddamento del sistema Terra (Bilancio energetico del clima terrestre). Le differenze locali tra il riscaldamento e il raffreddamento radiativo forniscono l'energia che guida la dinamica atmosferica.

## Bilancio energetico atmosferico

Bilancio energetico terrestre

L'OLR è una componente fondamentale del bilancio energetico della Terra e rappresenta la radiazione totale che va nello spazio emessa dall'atmosfera.  L'OLR contribuisce alla radiazione netta di tutte le onde per una superficie che è uguale alla somma della radiazione discendente a onde corte e lunghe meno la somma della radiazione ascendente a onde corte e lunghe. Il bilancio netto della radiazione di tutte le onde è dominato dalla radiazione a onde lunghe durante la notte e durante la maggior parte dei periodi dell'anno nelle regioni polari. Il bilanciamento della radiazione terrestre è quasi ottenuto poiché l'OLR è quasi uguale alla radiazione assorbita a onde corte ad alta energia ricevuta dal sole. Pertanto, la temperatura media della Terra è quasi stabile. Il bilanciamento dell'OLR è influenzato da nuvole e polvere nell'atmosfera. Le nuvole tendono a bloccare la penetrazione della radiazione a onde lunghe attraverso la nuvola e aumenta l'albedo della nuvola, causando un flusso inferiore di radiazioni a onde lunghe nell'atmosfera. Ciò viene fatto mediante assorbimento e diffusione delle lunghezze d'onda che rappresentano la radiazione a onde lunghe poiché l'assorbimento farà sì che la radiazione rimanga nella nuvola e la diffusione rifletterà la radiazione sulla terra. L'atmosfera generalmente assorbe bene le radiazioni a onde lunghe a causa dell'assorbimento da parte del vapore acqueo, dell'anidride carbonica e dell'ozono. Supponendo che non ci sia copertura nuvolosa, la maggior parte delle radiazioni a onde lunghe in risalita viaggia nello spazio attraverso la finestra atmosferica che si verifica nella regione di lunghezza d'onda elettromagnetica tra 8 e 11 μm dove l'atmosfera non assorbe la radiazione a onde lunghe tranne che nella piccola regione all'interno di questa tra 9,6 e 9,8 micron. L'interazione tra la radiazione a onde lunghe ascendenti e l'atmosfera è complicata a causa dell'assorbimento che si verifica a tutti i livelli dell'atmosfera e questo assorbimento dipende dalle capacità di assorbimento dei costituenti dell'atmosfera in un particolare momento.

## Ruolo nell'effetto serra
La riduzione del flusso radiativo superficiale ad onde lunghe determina l'effetto serra. I gas serra, come metano (CH4), protossido di azoto (N2O), vapore acqueo (H2O) e anidride carbonica (CO2 ), assorbono determinate lunghezze d'onda dell'OLR, impedendo alla radiazione termica di raggiungere lo spazio, aggiungendo calore all'atmosfera. Parte di questa radiazione termica viene diretta verso la Terra per dispersione, aumentando la temperatura media della superficie terrestre. Pertanto, un aumento della concentrazione di un gas serra può contribuire al riscaldamento globale aumentando la quantità di radiazione assorbita ed emessa da questi costituenti atmosferici. Se l'assorbimento del gas è elevato e il gas è presente in una concentrazione sufficientemente elevata, la larghezza di banda di assorbimento si satura. In questo caso, è presente abbastanza gas per assorbire completamente l'energia irradiata nella larghezza di banda di assorbimento prima che venga raggiunta l'atmosfera superiore, e l'aggiunta di una maggiore concentrazione di questo gas non avrà alcun effetto aggiuntivo sul bilancio energetico dell'atmosfera.
L'OLR dipende dalla temperatura del corpo radiante. È influenzato dalla temperatura della superficie terrestre, dall'emissività della superficie terrestre, dalla temperatura atmosferica, dal profilo del vapore acqueo e dalla copertura nuvolosa.